# Mausoleo Real de Hawái
El Mausoleo Real de Hawái, conocido como Mauna ʻAla (Fragrant Hills) en hawaiano, es el lugar de entierro de dos prominentes familias reales: la Casa de Kamehameha y la Casa de Kalākaua.

## Descripción
Está situado en el número 2261 de la Avenida Nuʻuanu, en Honolulu, isla de Oʻahu, Hawái, coordenadas 21 ° 19'30 "N 157 ° 50'50" O. Los terrenos del mausoleo están rodeados por una valla negra, con el sello real del Reino de Hawái en la entrada. Una pequeña capilla está situada cerca del centro, inmediatamente detrás de la tumba de Kalākaua y su familia, a la derecha de la tumba de Kamehameha I, el Monumento Bishop, y la Wyllie Tomb. La capilla, con forma de cruz latina, es uno de los pocos ejemplos de arquitectura neogótica en las islas Hawái.